# Umme Kulsum Smrity
Umme Kulsum Smrity (em bengali:  উম্মে কুলসুম স্মৃতি) é uma política da Liga Popular de Bangladesh e membro do Parlamento por Gaibandha-3.

## Biografia
Smrity nasceu no dia 1 de junho de 1963; a nível académico, formou-se em direito.

## Carreira
Smrity foi eleita para o parlamento para um assento reservado como candidata da Liga Popular de Bangladesh em 2014. Ela é a Secretária-geral do Comité Central da Liga Krishak de Bangladesh. Ela foi eleita para o parlamento por Gaibandha-3 eleição a 21 de março de 2020.